# Carin Strömberg
Carin Strömberg, née le 10 juillet 1993 à Stockholm, est une handballeuse internationale suédoise, qui évolue au poste de demi-centre.

## Biographie
Après avoir commencé sa carrière dans son club formateur de Skuru IK, elle rejoint le club danois Viborg HK en 2016. En 2021, elle rejoint la France et les Neptunes de Nantes. Mais elle est contrainte de quitter le club après sa liquidation judiciaire à l'été 2024 et rejoint alors les Vipers Kristiansand... lui-même contraint de se mettre en faillite en janvier 2025. Elle revient alors en France en signant un contrat de dix-huit mois au Chambray Touraine Handball
Avec l'équipe de Suède, elle participe à trois éditions des Jeux olympiques, cinq Championnats du monde et cinq Championnats d'Europe sans parvenir à faire mieux que plusieurs 4e place.

## Palmarès

### En sélection
Son parcours en sélection est :
Jeux olympiques
- 7e place aux Jeux olympiques de 2016[5]
- 4e place aux Jeux olympiques de 2020
- 4e place aux Jeux olympiques de 2024

Championnats du monde
- 9e place au Championnats du monde 2015
- 4e place au Championnats du monde 2017
- 7e place au Championnats du monde 2019
- 5e place au Championnats du monde 2021
- 4e place au Championnats du monde 2023

Championnats d'Europe
- 8e place au Championnats d'Europe 2016
- 6e place au Championnats d'Europe 2018
- 11e place au Championnats d'Europe 2020
- 5e place au Championnats d'Europe 2022
- 5e place au Championnats d'Europe 2024

autres
- vainqueur du championnat du monde junior en 2012[6].
- vainqueur du championnat du monde jeunes en 2010[7]

### Distinctions individuelles
- élue meilleure joueuse du championnat du monde jeunes en 2010[7]